# Linux Libertine
Linux Libertine — свободно распространяемый компьютерный шрифт с открытым исходным кодом. Имеет двойную лицензию: GPL и OFL. Создан в рамках проекта Libertine Open Fonts Project, который ставит целью создание свободной и открытой альтернативы таким коммерческим шрифтам, как Times New Roman. Разработан с помощью свободного редактора шрифтов FontForge.
Linux Libertine является пропорциональным шрифтом с засечками (антиквой, serif), который выглядит как книжный шрифт XIX века, хотя был создан для использования в наше время. Содержит более 2000 символов Unicode, включая символы множества различных языков с латинским, греческим, кириллическим и еврейским алфавитами. Дополнительно имеются несколько лигатур (например, ff, fi, ct,…) и множество специальных символов: символы IPA, стрелки, флероны, римские цифры, минускульные цифры, капитель (только для латиницы) и т. д. Реализация OpenType обеспечивает автоматическое позиционирование и подстановку правильных дробей, лигатуры и кернинг.
На 2017 год доступны следующие начертания в форматах TTF, OTF и исходном коде:
- Обычное
- Полужирное
- Курсив
- Полужирный курсив
- Капитель
- Моноширинное
- Дисплейное (для крупных размеров)

## Специальные глифы
Linux Libertine содержит логотип Linux — пингвина Tux с Unicode-номером U+E000.

## Производные работы
Халед Хосни (англ. Khaled Hosny) сделал форк Linux Libertine под названием Libertinus Serif, добавив некоторые улучшения. Он также создал шрифт Libertinus Math для математических формул, а также шрифты Libertinus Sans и Libertinus Mono, основанные на Linux Biolinium и Linux Libertine Mono соответственно. Так как сам Linux Libertine не обновлялся с 2012 года, этот форк по сути является продолжением активной разработки шрифтов проекта Libertine. На 2019 год проект находится в режиме поддержки: принимаются только отчёты об ошибках, а также просьбы о доработках, подкреплённые патчами.